# Archibald Douglas, 6. Earl of Angus

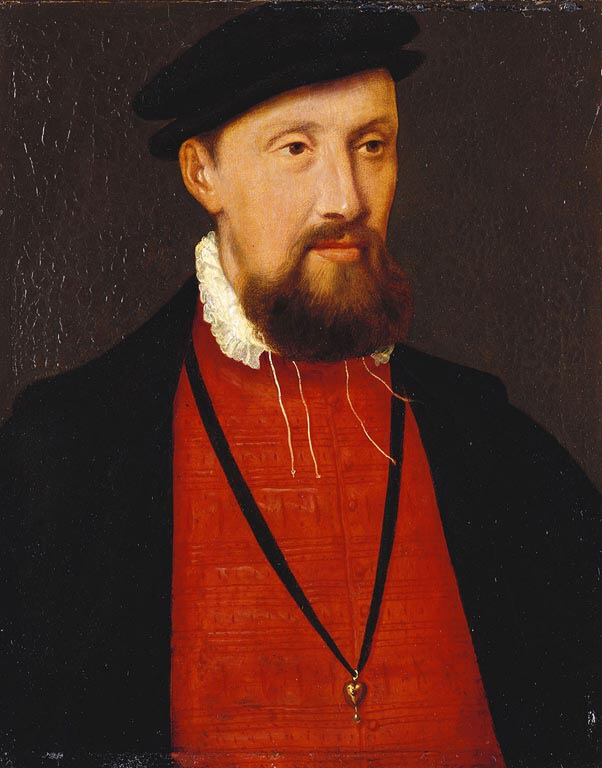
Archibald Douglas, 6. Earl of Angus

Archibald Douglas, 6. Earl of Angus (* um 1489; † Januar 1557 auf Tantallon Castle) war ein schottischer Adliger aus dem Clan Douglas während der Herrschaften von Jakob V. und Maria I.
1514 heiratete er Margaret Tudor, die Witwe von König Jakob IV. von Schottland und Schwester von König Heinrich VIII. von England. Bald kam es zu Turbulenzen zwischen den Eheleuten und zu Kämpfen um die Vormundschaft für den unmündigen Jakob V. Von 1525 bis 1528 führte er die Regentschaft und hielt den jungen König gefangen, um seine eigene Macht zu sichern. Nach seinem Sturz ging er von 1529 bis 1542 ins Exil nach England. Nach dem Tod des Königs kehrte er zurück nach Schottland und vertrat dort zunächst die Interessen Heinrichs VIII., wandte sich aber ab 1544 gegen die englischen Invasionsversuche.

## Heirat mit Margaret Tudor
Er war der älteste Sohn von George, Master of Angus, aus dessen Ehe mit Elizabeth Drummond, Tochter des John Drummond, 1. Lord Drummond. Sein Vater wurde 1513 in der Schlacht von Flodden Field getötet. Beim Tod seines Großvaters, Archibald Douglas, 5. Earl of Angus, erbte er 1514 dessen Adelstitel als Earl of Angus.
1509 heiratete er Margaret, die Tochter von Patrick Hepburn, 1. Earl of Bothwell. Nach ihrem Tod heiratete er 1514 die Witwe König Jakobs IV. und Regentin Margaret Tudor, die Schwester Heinrichs VIII. von England. Diese Heirat löste innerschottische Konflikte aus. Die traditionell mit Frankreich verbündete Seite gewann die Kämpfe und setzte John Stewart, 2. Duke of Albany statt Margaret Tudor als Regenten ein.
Douglas zog sich auf seinen Landsitz zurück, während John Stewart Margaret in Schloss Stirling belagerte. Es gelang dem Regenten, die königlichen Kinder in seine Gewalt zu bringen, Margaret flüchtete daraufhin nach England. Douglas sah seine Frau noch einmal, als sie nach Schottland kam, um Frieden mit John Stewart zu schließen.
Während der Trennung von seiner Frau hatte Douglas eine Beziehung mit der Tochter des Laird of Traquair. Margaret rächte sich für die Vernachlässigung durch ihren Ehemann, indem sie Douglas’ Machtbestrebungen nicht unterstützte und heimlich mit Hilfe Stewarts die Scheidung von Douglas vorantrieb. In Edinburgh behauptete sich Douglas in einem offenen Straßenkampf gegen James Hamilton, 1. Earl of Arran, der versucht hatte, den Einfluss der Hamilton Familie über Jakob V. auszudehnen.

## Verbannung und Machteroberung
1517–1520 hielt sich Stewart in Frankreich auf und regierte von dort aus Schottland. Obwohl Stewart während der Zeit seiner Regentschaft Margaret ihre Kinder nur einmal sehen ließ, verbündete sie sich mit ihm gegen ihren Mann. Im Dezember 1521 wurde Douglas von Stewart des Hochverrats bezichtigt und unter Hausarrest nach Frankreich verbannt. 1524 floh er von dort nach London, wo Heinrich VIII. ihm Unterstützung gewährte. Am 23. November 1524 versuchte er, in Edinburgh einzumarschieren, wurde aber von Margarets Truppen unter Beschuss genommen und musste sich auf Tantallon Castle zurückziehen. Von dort organisierte er eine breite Koalition schottischer Adeliger, mit deren Truppen es ihm im Februar 1525 gelang, Edinburgh zu erobern. Er berief ein Parlament ein, von dem er mit weitreichenden Vollmachten ausgestattet wurde.

## Vormund Jakobs
Douglas wurde im März die Vormundschaft über Jakob gewährt. Als diese im November auslief, weigerte er sich allerdings sie zurückzulegen, stattdessen verjagten seine Truppen Margaret nach England. Douglas nutzte seine Macht, um seine Familienangehörigen in öffentliche Ämter einzusetzen und machte sich selbst 1527 zum Lordkanzler. Mehrere Versuche, den König aus der Vormundschaft seines Stiefvaters zu befreien. misslangen, Douglas schlug unter anderem ein 10.000 Mann umfassendes Heer unter der Führung von John Stewart, 3. Earl of Lennox.
1528 gelang es Margaret, ihre Scheidung von Douglas durchzusetzen. Sie hielt sich mit ihrem Liebhaber Henry Stewart, den sie unmittelbar nach der Scheidung heiratete, in Stirling auf, wo sie prompt von Douglas belagert wurden. Einige Wochen später gelang Jakob V. die Flucht zu seiner Mutter nach Stirling, wo er eine Anordnung erließ, die es allen Mitgliedern der Douglas Familie gebot, sieben Meilen Abstand zu seiner Person einzuhalten.

## Exil in England
Douglas floh auf seine Burg Tantallon Castle. Seine Ländereien wurden konfisziert, alle Titel aberkannt. Mehrere Versuche Jakobs, die Burg einzunehmen, scheiterten jedoch. Nach einiger Zeit erfolgloser Belagerung gab Douglas im Mai 1529 die Burg im Gegenzug für einen Waffenstillstand zwischen Schottland und England auf und floh zu Heinrich nach England, wo er bis 1542 blieb. Mehrfach nahm er an Feldzügen der Engländer gegen Schottland teil, auch weil Mitglieder seiner Familie, die nicht geflüchtet waren, von Jakob V. ihres Besitzes enteignet oder sogar hingerichtet wurden, so wurde seine Schwester Janet Douglas, Lady Glamis 1537 als Hexe verbrannt.

## Rückkehr nach Schottland
Als Jakob V. 1542 starb, kehrte Douglas nach Edinburgh zurück, seine Ländereien und Titel wurden restituiert. Heinrich VIII. trug ihm auf, die Heirat zwischen Maria Stuart und Eduard VI. voranzutreiben. 1543 handelte er den Friedens- und Heiratsvertrag zwischen England und Schottland aus. Im selben Jahr heiratete er Margaret, Tochter von Robert Maxwell, 4. Lord Maxwell.
1545 wurde Douglas wegen eines Streites mit dem Regenten James Hamilton, 2. Earl of Arran, kurzzeitig inhaftiert. Die Überfälle englischer Truppen unter Führung von Edward Seymour, die auch Douglas Ländereien betrafen, ließen Douglas erstmals die Partei der Schotten ergreifen. Er verbündete sich mit Hamilton und unterstützte Versuche, Maria Stuart mit Franz II. zu verheiraten. Im Juli 1544 wurde er zum Befehlshaber der Truppen an der Grenze zu England ernannt, 1545 schlugen seine Truppen die Engländer in der Schlacht von Ancrum Moor. Franz II. nahm ihn daraufhin als Ritter in den Michaelsorden auf.
Douglas korrespondierte zwar immer noch mit Heinrich VIII., unterzeichnete aber dennoch das Gesetz, das den Friedens- und Heiratsvertrag außer Kraft setzte.

## Tod
Während der Regentschaft von Maria Stuarts Mutter Marie de Guise waren sein ruheloser und ambitionierter Charakter immer wieder Grund zur Sorge, vor allem da er eine sehr große Anzahl von Männern unter Waffen hielt. Am 21. August 1547 gab er seinen Adelstitel auf, erhielt aber das Recht den Titel weiterzuvererben. Douglas starb im Januar 1557. Er hinterließ eine legitime Tochter, Margaret Douglas, die Matthew Stewart, 4. Earl of Lennox, heiratete und Mutter von Henry Stewart, Lord Darnley, wurde. Douglas Neffe David wurde sein Nachfolger als 7. Earl of Angus.

## Literarische Rezeption
Theodor Fontane verfasste 1854 die Ballade Archibald Douglas.
Die Begebenheit um „Archibald Douglas“ ist historisch verbürgt – zumindest fast. Fontane erfuhr davon bei Walter Scott (“Ministrelsy of the Scottish border”), der sie wohl seinerseits von dem schottischen Historiker David Hume (1558–1629) hatte. Jedoch handelt es sich beim historischen Vorbild des Balladenhelden wohl nicht um Archibald Douglas, den 6. Earl von Angus (1490–1557), wie vielfach genannt, sondern um Archibald Douglas of Kilspindie (1475–1536), dessen Onkel.
Der Earl von Angus war zeitweise der Vormund des bereits mit 17 Monaten gekrönten James V. und hatte den jungen König gefangen gesetzt, um seine eigene Macht zu sichern. Zur Aufsicht und Betreuung des Jungen hatte der Earl seinen Onkel bestimmt, ebendiesen Archibald Douglas of Kilspindie. Wiewohl der junge König diesen mochte, so verbannte der 16-Jährige nach seiner Flucht im Jahr 1528 doch ausnahmslos alle mit Namen Douglas aus dem Land. Der Earl ging nach England, sein Onkel jedoch nach Frankreich. Von dort aus unternahm er Jahre später den Versuch, den Fontane in seiner Ballade beschreibt – doch er fand keine Gnade.